# Archidium minus
Archidium minus là một loài rêu trong họ Archidiaceae. Loài này được Renauld & Cardot Snider mô tả khoa học đầu tiên năm 1975.